# Eberhard Schleicher
Eberhard Schleicher (* 28. Februar 1926 in Stuttgart; † 21. April 2007 in Ulm) war ein deutscher Kaufmann und Unternehmer. Er war Inhaber der Firma E. Schwenk Zementwerke KG.

## Leben
Schleicher studierte Volkswirtschaft an der Universität Tübingen. Seit 1948 war er Mitglied der Studentenverbindung Turnerschaft Hohenstaufia Tübingen. 1950 erfolgte die Promotion bei Hans Peter zum Dr. rer. pol. mit der Dissertation Die Verselbständigung der Leihzinstheorie in Tübingen. Danach war er bei einem Wirtschaftsprüfer in Stuttgart tätig. 1954 heiratete er Regina Schwenk und wurde Mitglied der Geschäftsleitung der E. Schwenk Zementwerke KG. 1966 wurde er geschäftsführender und persönlich haftender Gesellschafter und 1978 übernahm er nach dem Tod seines Schwiegervaters Carl Schwenk. Unter seiner Leitung expandierte das Unternehmen, insbesondere in den Sparten Beton, Sand & Kies als auch bei den Betonpumpen. 1992 eröffnete das Unternehmen in Bernburg (Saale) das damals größte und modernste Zementwerk in Europa. Seit 1994 führte er das Unternehmen mit seinem Sohn Eduard Schleicher.
Von 1975 bis 2003 gehörte er den Aufsichtsräten der HeidelbergCement AG und der Wieland-Werke AG an.
Am Ende seines Lebens gehörte er zu den 50 reichsten Deutschen.
Er hatte drei Kinder (Jürgen, Ursula und Eduard) und war evangelisch.

## Auszeichnungen
- 1984 Ehrensenator der Universität Tübingen
- 1986 Bundesverdienstkreuz 1. Klasse
- Die Gemeinden Allmendingen, Heidenheim und Karlstadt verliehen ihm die Ehrenbürgerwürde.